# Le Marchand
Le Marchand (o Lemarchand) es un paraje argentino ubicada en el departamento Güer Aike, provincia de Santa Cruz. Está ubicada en el cruce de la Ruta Nacional 3 con la Ruta Provincial 57 entre las localidades de Puerto Coig y Comandante Luis Piedrabuena, cerca del límite con el departamento Corpen Aike a unos 130 km de Río Gallegos.
Anteriormente contaba con una hostería en el km 2460 de la ruta 3 y una estación de servicio (ambos servicios cerrados).

## Geografía
Le Marchand se encuentra ubicada en las coordenadas 50°45′34.2″S 69°25′52.7″O / -50.759500, -69.431306, a 279 m s. n. m. Su clima es frío y seco, correspondiente con la meseta patagónica.